# Démoni Diakónus

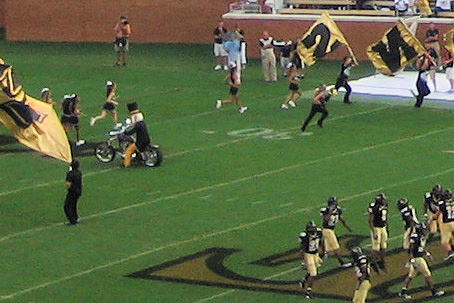
A Démoni Diakónus a Groves Stadionban motorral köröz a pályán

A Démoni Diakónus a Wake Forest Demon Deacons kabalafigurája. Az iskola Winston-Salemben (Észak-Karolina) található. Legjobban valószínűleg meglehetősen szokatlan nevéről és kinézetéről ismerhető fel, mellyel az összes iskolai kabala közül kiemelkedik.

## Történelem

### Az „óarany és fekete” korai évei
Hasonlóan a régebbi Amerikai Egyesült Államokbeli egyetemekhez, a Wake Forest kabalájának eredete is vitatott. Az 1895-ös év elején a Wake Forest College (abban az időben ez volt az iskola neve) az óarany és fekete színeket használta egy atlétikai eseményeken. A suliújság így írt erről az eseményről:
„Legalább a Wake Forestnek van egyetemi szimbóluma. Ezt a szép kitűzőt Mr. John M. Heck tervezte, egy tigrisfej látható a WFC betűk felett. Óarany és fekete színű.” 
A 20. század korai szakaszában ezek az árnyalatok egyre jobban az iskola részévé váltak. Mióta a WF baptista egyetemként megalakult, sok történész szerint ez a Biblia miatt történt, azonban az emberek többsége azt a véleményt fogadja el, hogy ez az eredeti tigris figurának köszönhető.
A tigris, mint kabala majdnem 2 évtizeden keresztül képviselt az intézményt, de a korabeli újságcikkek arról számolnak be, hogy a „Baptisták” és a „The Old Gold & Black” benenév jobban elterjedt.
A századelőn a Wake Forest sportcsapatai nehéz időket éltek át, egészen addig, míg 1923-ban Hank Garrity át nem vette az amerikai futball és kosárlabda irányítását. Az ő vezetésével az iskola kiemelkedett a középszerűségből, mikor a focisták sorozatban 3 győztes szezont, a kosarasok 33-14 győzelem/vereség mutatót könyvelhettek el.
1923-ban, mikor a Wake Forest megverte a rivális Duke-t (akkor még Trinity volt annak az egyetemnek a neve), egy 1924-ben véző diák azt írta a csapatról és a meccsen tanúsított alázatól, hogy „devilish” (ördögi). Henry Belknek (akkor a Wake Forest-i hírek szerkesztője volt) és Garritynek ez megtetszett, és ebből alakult ki aztán a közkedveltté váló „Deamon Deacon” elnevezés.

## A kabala

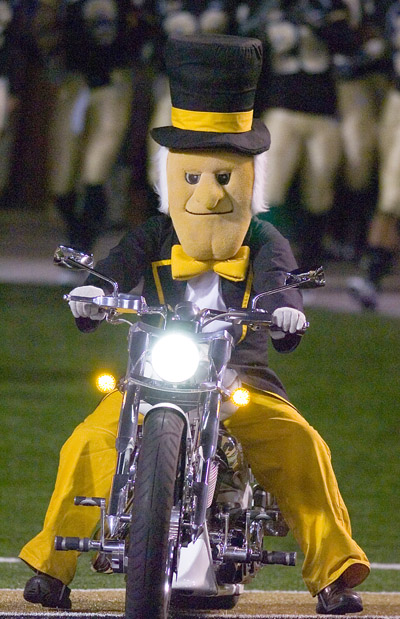
A Diakónus kosárlabdameccseken is megjelenik

A jelenlegi kinézet 1941 óta változatlan formájú. Ahogy a "Démoni Diakónus" név egyre népszerűbb lett, Jack Baldwin (1943-as Wake Forest végzős) megtette az első lépést a Diakónusok történelmének hosszú útján.
„Egy este baráti társaságommal beszélgettem erről” – Baldwin, felelevenítve az akkori eseményeket, "és egyszer csak előjött a hír, hogy a Wake Forestnek olyan ember kell, aki felvenné a diakónus ruháját -- kemény kalap, frakk, fekete esernyő, ilyesmi. Mi egy a többi kabaláénál jóval méltóságteljesebb öltözéket álmodtunk meg, ahhoz hasonlót, amilyet egy idős baptista diakónus hordana. 
Baldwin talált egy régi szmokingot, és a következő szombaton már ő vezette ki a focicsapatot a gyepre, meglovagolva a North Carolina kosát. Két évvel múlva, mikor lediplomázott, rengeteg hallgató szeretett volna örökébe lépni. Eredetileg a diákszövetség jelölte ki az utódot, ebbe azonban később mindenkinek lehetett beleszólása. Napjainkban az új, lehetséges Diakónusoknak számos vizsgán kell átesniük, a verseny viszont így is roppant kiélezett.

### Ismertebb „megtestesítők”
Az évek alatt jó néhány emlékezetes Diakónus állt a Wake Forest szolgálatában, közülük egypár itt olvasható:
- Jimmy Devos (1955-ös Wake Forest végzős) sokkolta a Bowman Gray Stadion futballszerető közönségét, mikor egy napos délután letolta a nadrágját – egy szál Bermuda alsóban buzdította a fiúkat
- Ray Whitley (1957-es Wake Forest végzős), a kapumegmászás-művészetének meghonosítója
- Bill Shepherd (1960-as Wake Forest végzős) az Auburn harci sas indulójára a saját, "turkey buzzard" (pulykák) című dalával válaszolt
- Hap Bulger (1965-ös Wake Forest végzős) a „Kedélyes Diakónus” nevet érdemelte ki magának
- Jeff Dobbs (1977-es Wake Forest végzős), talán a legismertebb kabalafigura, akrobatikus táncos, aki foglalkozásából visszatérve a nézősereget szórakoztatta bohóckodásaival